# Бион-М №1

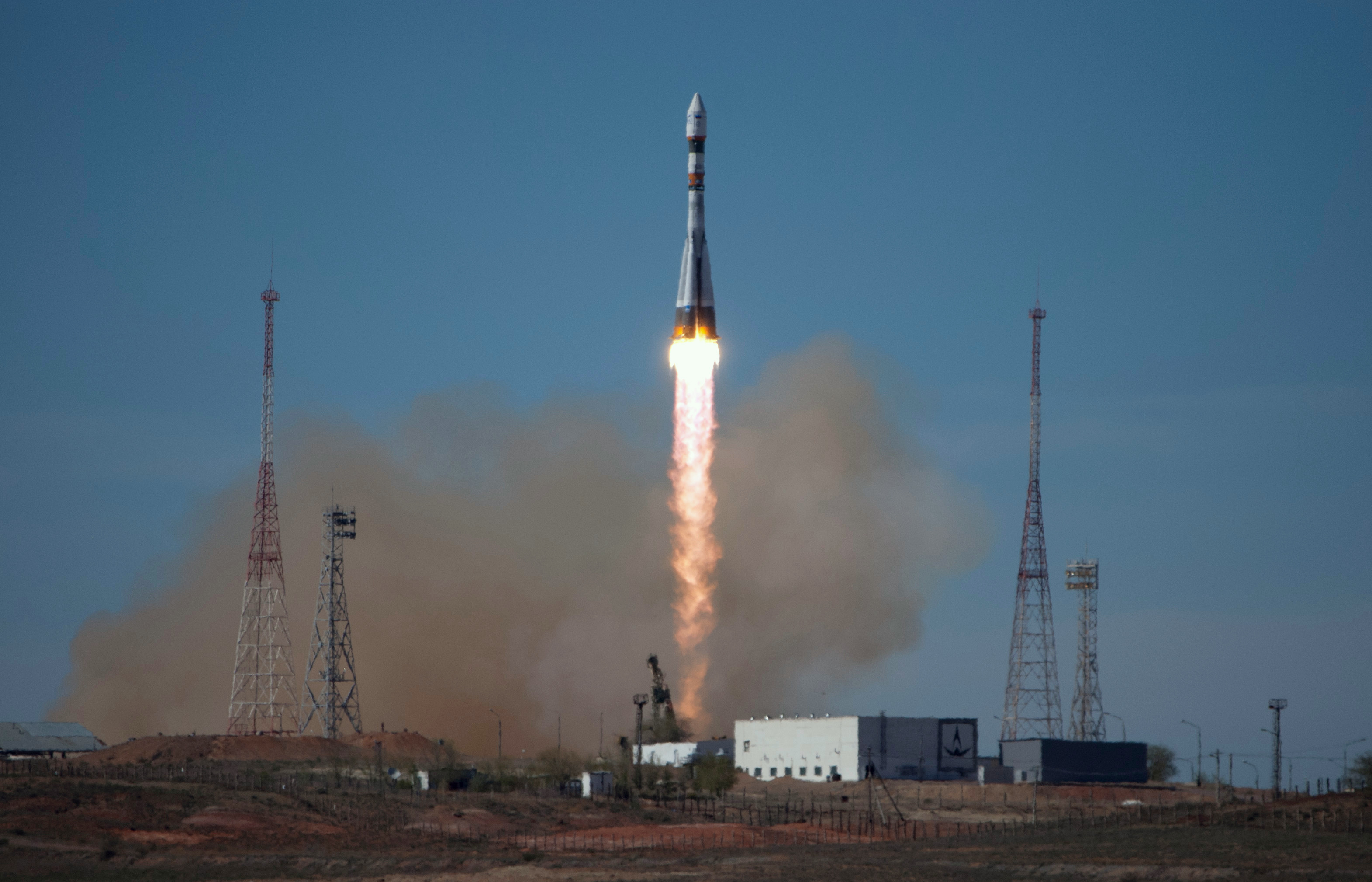
Запуск РН «Союз-2.1а» с КА «Бион-М №1»

Бион-М № 1 — российский космический аппарат серии «Бион», предназначенный для проведения исследований в области космической биологии, физиологии и биотехнологии.
В настоящее время эксплуатируются модернизированные космические аппараты серии «М» с новой системой жизнеобеспечения, рассчитанной на надёжную работу в течение полёта до 45 суток. Капсула с животными на борту была выведена на орбиту 19 апреля 2013 года, стартовав с космодрома Байконур, Казахстан. Программа полёта предполагала нахождение космического аппарата на орбите в течение 30 суток. 19 мая 2013 года в 07:15 МСК аппарат успешно приземлился в Оренбургской области.

## Устройство аппарата
В спутник «Бион-М» входят следующие элементы: герметичные спускаемый аппарат и приборный отсек, а также негерметичные агрегатный отсек, платформа средств отделения, солнечные батареи и другие.

## Научная программа
В экипаж спутника вошли 45 мышей, 8 песчанок, 15 гекконов, улитки, ракообразные, рыбы и различные микроорганизмы, над которыми было запланировано провести более 80 экспериментов. В программе исследования участвовали 20 российских НИИ и примерно 15 иностранных университетов. Главная роль в формировании и реализации научной программы полётов «Бион» и «Бион-М» принадлежит Институту медико-биологических проблем Российской академии наук.
Научная программа состоит из четырёх частей:
1. эксперименты по гравитационной физиологии животных;
2. исследования влияния космического полёта и открытого космического пространства на биологию микроорганизмов и растений;
3. биотехнологические эксперименты;
4. радиобиологические и дозиметрические эксперименты

### Приборы
Научная аппаратура установленная на спутнике предназначена для изучения воздействия факторов космического полёта на биологические системы, прежде всего воздействия микрогравитации и космической радиации. Комплект приборов включает:
| Прибор                  | Разработчик                                                      | Организмы                              | Область исследований |
| ----------------------- | ---------------------------------------------------------------- | -------------------------------------- | --- |
| КОНТУР-БМ               | СКБ ЭО при ИМБП РАН                                              | Песчанки                               | Физиологические и биологические исследования |
| МЛЖ-01                  | Санкт-Петербургский филиал «ЭПМ» ФМБА России — СКТБ Биофизприбор | Мелкие лабораторные животные и гекконы | Научное обоснование новых подходов к медицинскому контролю, медицинскому обеспечению, профилактике неблагоприятных изменений в организме в космическом полете |
| ФРАГМЕНТЁР              | НПП «БиоТехСис»                                                  |                                        | Процессы микробиологической утилизации органических материалов в условиях космического полета                                                                 |
| Автономные эксперименты | ГНЦ РФ — ИМБП РАН ОАО «Биохиммаш»                                |                                        | Автономные биологические, радиационно-физические и радиобиологические эксперименты в условиях космического полета                                             |
| БИОКОНТ-Б               | ФГУП ЦНИИмаш                                                     |                                        | Гравитационная биология и биотехнологии |
| БЕЛКА                   | Филиал ФГУП «ЦЭНКИ» — НИИ СК                                     |                                        | Выращивание кристаллов протеина |
| БИОИМПЕДАНС             | СГАУ                                                             |                                        | Морфофункциональное состояние культур клеток в условиях космического полета путём мониторинга их биоимпедансных характеристик                                 |
| ГРАВИТОН                | СГАУ                                                             |                                        | Оперативный анализ микрогравитационной обстановки на борту аппарата                                                                                           |
| RIBES                   | Кайзер-Италия                                                    |                                        | Биологические исследования |
| ОМЕГАХАБ                | Кайзер-Треде                                                     |                                        | Биологические эксперименты в водной среде |

### Ход выполнения
Полностью реализовать программу не удалось из-за отказов бортовой аппаратуры. Все монгольские песчанки погибли из-за того, что их отсек был полностью обесточен — еда и кислород им не подавались. Из-за частичного отказа системы подачи корма погибла часть чёрных мышей. Погибли также рыбы-цихлиды.
Официальной причиной отказа аппаратуры было объявлено повреждение проводки: пастообразный корм, предназначенный для питания мышей, перестал попадать в кормушку из-за изменения его физических свойств в невесомости, что привело к голоду у мышей; в поисках еды одна мышь-песчанка выбралась из клетки и попала в пространство между местом содержания и корпусом спутника, где прогрызла изоляцию провода, что в свою очередь вызвало отказ электроники, отвечавшей за обеспечение клеток кислородом.

## Попутная полезная нагрузка

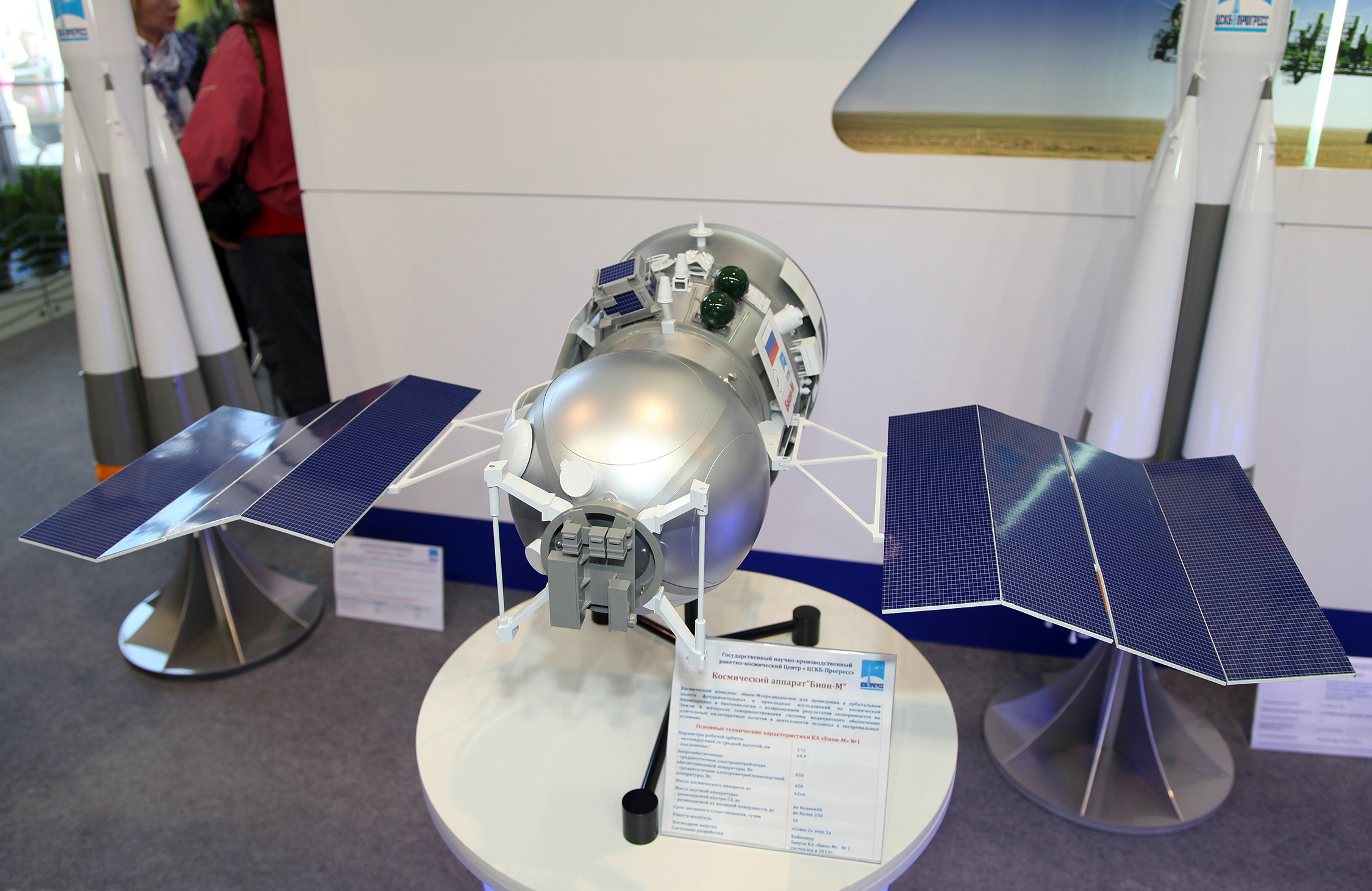
«Бион-М» на Международном авиационно-космическом салоне (МАКСе) в 2013 году

На наружной поверхности КА «Бион-М» были закреплены шесть малых космических аппаратов изготовленных в стандарте CubeSat:
- АИСТ № 2 (ГНП РКЦ «ЦСКБ-Прогресс»)
- Beesat-2
- Beesat-3
- SOMP
- Dove-2
- OSSI-1[англ.]

Отделение аппаратов было запланировано в промежутке между 4-м и 35-м витками.